# 가와이촌 (효고현)
가와이촌(河合村)은 효고현 가토군에 있던 촌이다. 현재의 오노시의 북서단에 해당한다. 